# 尖草坪街道
尖草坪街道，是中华人民共和国山西省太原市尖草坪区下辖的一个乡镇级行政单位。

## 行政区划
尖草坪街道下辖以下地区：
花园社区、利民社区、大型社区、新兴商贸社区、虹桥社区、恒山社区、钢东社区和太钢小区社区。